# Zinalgletsjer
De Zinalgletsjer (Frans: Glacier de Zinal) is een 7 km lange gletsjer in de Walliser Alpen in het zuiden van Zwitserland. In 2016 had de gletsjer een oppervlakte van 13,46 km². Uit de gletsjer stroomt de rivier Navizence via een gletsjergrot.
Albignagletsjer · Aletschgletsjer · Allalingletsjer · Corbassièregletsjer · Feegletsjer · Ferpèclegletsjer · Fieschergletsjer · Findelgletsjer · Gauligletsjer · Gornergletsjer · Hoge Grindelwaldgletsjer · Hüfigletsjer · Kanderfirn · Lage Grindelwaldgletsjer · Langgletsjer · Limmernfirn · Mont-Miné-Gletsjer · Morteratschgletsjer · Oberaletschgletsjer · Otemmagletsjer · Paradiesgletsjer · Plaine Morte-gletsjer · Rhônegletsjer · Saleinagletsjer · Triftgletsjer · Unteraargletsjer · Zinalgletsjer · Zmuttgletsjer